# Forschungsdepartment Kinderernährung
Das Forschungsdepartment Kinderernährung (FKE) der Universitätskinderklinik Bochum ist eine Forschungseinrichtung mit dem präventivmedizinischen Ziel einer Verbesserung von Gesundheit und Entwicklung im Wachstumsalter durch Verbesserung der Ernährung von Anfang an. Hierbei werden Ernährungswissenschaften und pädiatrische Ernährungsmedizin verknüpft.

## Geschichte
Gegründet wurde das FKE 1968 von der Förderergesellschaft Kinderernährung e. V. in Dortmund als Forschungsinstitut für Kinderernährung. Ziel der wissenschaftlichen Arbeit des FKE war es, das Ernährungsverhalten gesunder Kinder in Deutschland zu erfassen und zu beurteilen und daraus Empfehlungen abzuleiten.
Im Jahr 1985 wurde von Friedrich Manz das zentrale Forschungsprojekt des FKE gestartet, die DONALD-Studie(DOrtmund Nutritional and Anthropometric Longitudinally Designed). Diese befasste sich mit den Wechselbeziehungen von Ernährung, Wachstum und Gesundheit im Wachstumsalter. Bis 1998 gehörte das Forschungsinstitut für Kinderernährung der so genannten "Blauen Liste" an. Seit 2012 wird die DONALD-Studie von der Universität Bonn am bisherigen Standort in Dortmund-Brünninghausen weitergeführt. Seit Anfang 2017 werden die Arbeiten des ehemaligen FKE Dortmund im Forschungsdepartment Kinderernährung der Klinik für Kinder- und Jugendmedizin der Ruhr-Universität Bochum im St. Josef-Hospital weitergeführt. Das Dortmunder Forschungsinstitut für Kinderernährung wurde 2018 geschlossen. Unter dem Dach der Universitätskinderklinik Bochum wird das Department mit der pädiatrischen Ernährungsmedizin und der Versorgung von kranken Kindern in Klinik und Praxis verbunden.

## Inhaltliche Arbeit
Inhaltlich konzentriert sich das FKE auf die Ernährung von Säuglingen, Kindern und Jugendlichen im Alter von 1–18 Jahren, entsprechend dem 'Life Cycle Approach'.

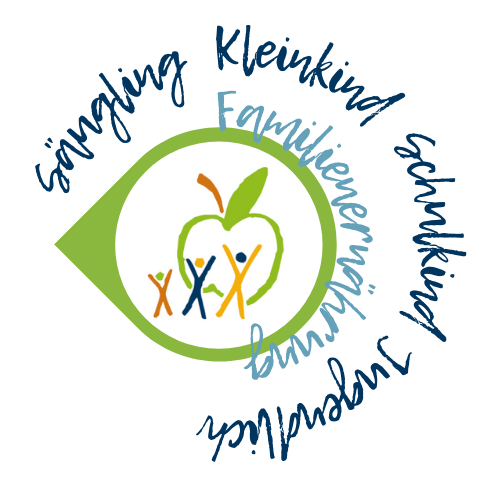
Schematische Abbildung des Ernährungskontinuums des FKEs

Ausgangsbasis sind die Ernährungsempfehlungen des FKE in Form präventiver Konzepte für eine gesunde Ernährung von Anfang an.

### Konzepte
Die präventiven Ernährungskonzepte des FKE setzen sich aus zwei Empfehlungen zusammen, dem Ernährungsplan für das erste Lebensjahr und der Optimierten Mischkost für Kinder und Jugendliche. Der Ernährungsplan enthält Empfehlungen zur Milchernährung von Säuglingen sowie der Beikosteinführung und geht gegen Ende des 1. Lebensjahres nach und nach in die Familienmahlzeiten und die Optimierte Mischkost über.

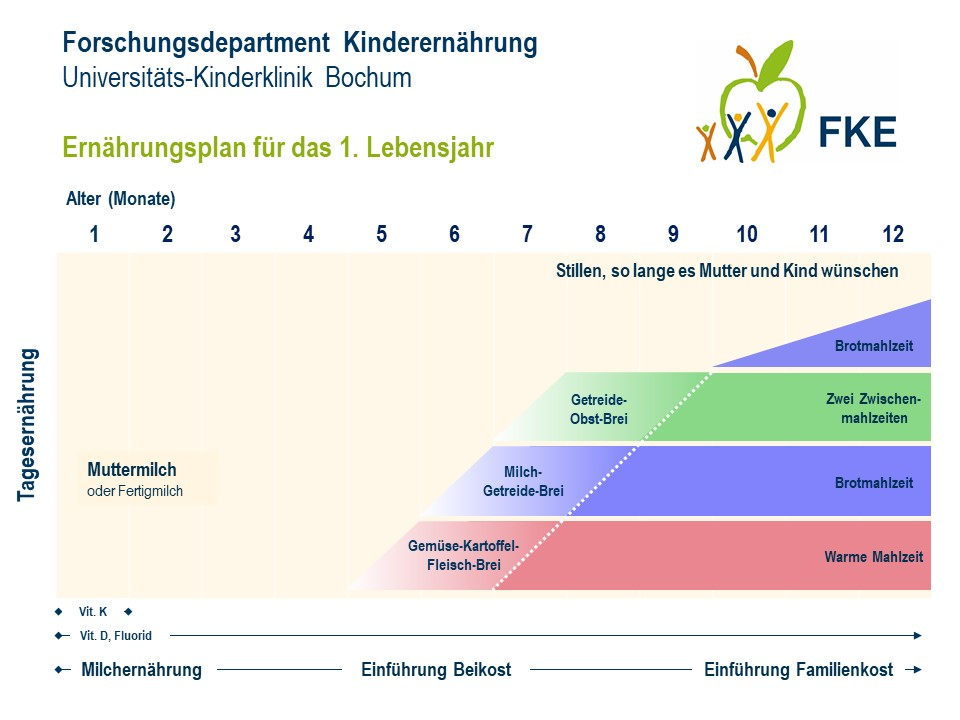
Der Ernährungsplan für das erste Lebensjahr stellt die Ernährung eines Säuglings im ersten Jahr, mit der Beikosteinführung, den verwendeten Breien und dem Übergang in die Familienernährung dar

Beide Konzepte werden, als Prototypen lebensmittel- und mahlzeitenbasierter Empfehlungen, fortlaufend weiterentwickelt und neuen wissenschaftlichen Erkenntnissen gemäß angepasst.

### Forschungsarbeiten
Unter dem Dach der Universitätskinderklinik Bochum untersucht das FKE die Machbarkeit und Wirksamkeit von Ernährungsempfehlungen für gesunde und kranke Kinder, Zusammenhänge zwischen Ernährung und Entwicklung, erhebt Bedarfe und erarbeitet Möglichkeiten für einen erfolgreichen Transfer der wissenschaftlichen Erkenntnisse an Multiplikatoren und in die Lebenswirklichkeit von Kindern.
Insgesamt bilden die Forschungsthemen des FKE ein Kontinuum von Grundlagenforschung sowie klinischen Studien über Epidemiologie & Public Health bis hin zu Kommunikationsforschung und Transfer der Erkenntnisse im Sinne der translationalen Medizin.